# Eolagurus
Eolagurus ist eine Gattung von Nagetieren in der Unterfamilie der Wühlmäuse (Arvicolinae) mit zwei Arten, die in Zentralasien vorkommen.
Folgende Arten zählen zur Gattung:
- Gelblemming (Eolagurus luteus), lebt hauptsächlich im chinesischen Xinjiang. Kleinere Populationen kommen im Osten der Mongolei und in russischen Bereichen des Altai vor.
- Przewalski-Lemming (Eolagurus przewalskii), ist im Norden der Volksrepublik China (Xinjiang, Qinghai, Gansu und Innere Mongolei) sowie in der Monogei verbreitet.

Diese Wühlmäuse erreichen eine Kopf-Rumpf-Länge von 105 bis 220 mm sowie eine Schwanzlänge von 11 bis 22 mm. Ihr Fell ist oberseits sandfarben mit mehreren verstreuten schwarzen Haaren. Auf der Unterseite hat das Fell eine hellgelbe bis weiße Farbe. Die Arten gleichen dem Steppenlemming (Lagurus lagurus) im allgemeinen Körperbau. Aufgrund abweichender Details des Schädels und der Zähne werden sie als eigenständige Gattung gelistet.
Die Eolagurus-Arten halten sich in trockenen Steppen, in Halbwüsten und in Bergwiesen auf. Sie sind vorwiegend tagaktiv und graben komplexe Tunnelsysteme in sandiger Erde. Ihre Nahrung besteht hauptsächlich aus Wurzeln, Knollen und Samen, die durch verschiedene grüne Pflanzenteile komplettiert wird. Weibchen haben in der warmen Jahreszeit bis zu drei Würfe pro Saison. Ein Wurf besteht aus 4 bis 10 Jungen, die nach 3 bis 4 Wochen geschlechtsreif werden. Zumindest bei Eolagurus luteus gibt es beachtliche Populationsschwankungen zwischen verschiedenen Jahren.
Die Weltnaturschutzunion (IUCN) listet beide Arten als nicht gefährdet (Least Concern).